# Emmanuel Lévinas
Emmanuel Lévinas o Levinas (Kaunas, 12 de enero de 1906-París, 25 de diciembre de 1995) fue un filósofo y escritor lituano de origen judío. Desarrolló su trabajo en Francia e Italia, con breves estancias intelectuales en Austria. Consagró además su vida y su obra a la reconstrucción del pensamiento ético después de la Segunda Guerra Mundial, que pasó confinado en un campo de concentración alemán y casi toda su familia fue asesinada.
Es conocido por sus trabajos relacionados con la fenomenología, el existencialismo, la ética, la ontología y la filosofía judía. Sus clases y lecciones permitieron la difusión de la fenomenología alemana en Francia.

## Biografía

### Infancia en Lituania
Nació en 1906 según el calendario gregoriano. Fue el mayor de los tres hijos de Jehiel Lévinas y de Débora Gurvic, y sus hermanos fueron Boris-Fadec (1909) y Aminadab (1913). Sus padres eran judíos tradicionalistas, practicantes; su padre, dueño de una papelería librería, trató de dar una buena educación a sus hijos. Esta circunstancia marcará toda su obra. Según Lévinas, Lituania «es el país en el que el judaísmo crítico conoció el desenvolvimiento espiritual más elevado de Europa».Su pensamiento interpela tanto a los filósofos como a los teólogos. Los autores rusos como Gógol, Lérmontov, Tolstói, Khdanev, y sobre todo Dostoievski con sus temáticas éticas y metafísicas despertaron un gran interés en él. Desde pequeño aprendió el hebreo y el arameo, y estudió el Talmud.

### La primera emigración
En 1914 emigró junto con su familia por causa de la Primera Guerra Mundial, instalándose en Járkov, Ucrania donde vivió la revolución bolchevique que avanzó por toda esa región. El hecho lo impresionó vivamente, según él mismo reconoció más tarde, y se halla en la raíz vivencial de sus empeños intelectuales.

### Traslado a Francia y formación filosófica
En 1920 regresó a Lituania, a orillas del mar Báltico, donde su padre abrió una papelería librería, y allí estudió la enseñanza media, más un curso de leyes en la Universidad de Tartu en Estonia. Tres años más tarde se trasladó a Estrasburgo (Francia) y hasta 1927 estudió en la Universidad de Estrasburgo, filosofía con Maurice Pradines, psicología con Maurice Blondel y sociología con Maurice Halbwachs. Por esa época conoció a Maurice Blanchot, con el que estableció una gran amistad que duró toda su vida y poco después a Delavigne, que ejercieron un notable influjo sobre su estilo de pensar.
Desde 1928 en la Universidad de Friburgo cursó filosofía con Husserl y conoció allí a Heidegger, asistiendo en Davos al encuentro antagónico entre Heidegger y Ernst Cassirer sobre Kant en el que se posicionó al lado del primero. La lectura de Ser y tiempo y la enseñanza de Heidegger le impresionaron vivamente y puede decirse que fue el primer introductor en Francia de su filosofía. Estudió luego con Léon Brunschvicg en La Sorbona.
Publicó en 1930 la tesis con la que obtuvo el doctorado del tercer ciclo de estudios con el título de Teoría de la intuición en la Fenomenología de Husserl, recibiendo un premio del Instituto de Francia. En el mismo año se casa con Raïssa Levi.

### Se nacionaliza francés
Se nacionalizó francés en 1931 y durante 1931 y 1932 asistió a los encuentros filosóficos de los sábados en casa de Gabriel Marcel, y es uno de los primeros colaboradores de la revista Esprit, fundada por Emmanuel Mounier. Posteriormente, rompió definitivamente con Heidegger a quién no perdonó nunca su cercanía al nazismo.
En 1935 nació su hija Simonne.
En esa época lee La estrella de la redención de Franz Rosenzweig, que influyó decisivamente en su pensamiento como filósofo judío.

### La guerra
En 1940, durante la Segunda Guerra Mundial, fue reclutado para el servicio militar como intérprete de ruso y alemán para los aliados. Al año siguiente fue hecho prisionero en Rennes, permaneciendo durante toda la guerra en un campo de concentración en Hannover, Alemania. Su condición de militar francés lo salvó del trato que recibieron otros judíos. Leyó a Hegel, Rousseau, Dumond, Rabelais y otros. Durante ese período, prácticamente toda su familia, que había quedado en Lituania, fue masacrada por los nazis. Su esposa y su hija se salvaron al ser ayudadas por Blanchot que las alojó un mes en un apartamento suyo en París y después las hizo quedar escondidas en un monasterio en Orleans que era un foco de la resistencia.
La experiencia de la guerra y la conciencia de la Shoah le hacen reafirmar su conciencia judía y asumir responsabilidades en la restauración y normalización de su comunidad en la posguerra.

### La posguerra
Después de la guerra dirige la Alianza Israelita Universal de París y su Escuela Normal Oriental, comenzando sus estudios del Talmud guiado por M. Chouchani y P. De Lavouille. En 1949, muere su segunda hija Eliana y nace su hijo Miguel.
Desde 1957 Lévinas participó con asiduidad en los Coloquios de intelectuales judíos, organizados anualmente por la sección francesa del Congreso judío mundial.
En 1961 se trasladó a Poitiers, donde fue nombrado profesor de filosofía. Esto le llevó a dejar la dirección de la Alianza Israelita Universal. En 1967 es nombrado profesor en la universidad de París-Nanterre, lo que le lleva a trasladarse de manera definitiva a la capital francesa.
1976 es su último año de docencia regular en La Sorbona, donde impartió dos cursos: «La muerte y el tiempo» y «Dios y la ontoteología» (que sería publicado junto con el anterior en Dios, la muerte y el tiempo). En 1984 finalizó su vínculo como profesor honorario de La Sorbona.
Su esposa murió en septiembre de 1994 y él el 25 de diciembre de 1995.

## Principales obras

### De la existencia al Existente
Durante el cautiverio comenzó a escribir De la existencia al Existente, que publicó en 1947. En este libro, Lévinas pondrá en cuestión la fenomenología de Heidegger, sin que haya por eso una motivación abstracta, sino que su condición de prisionero de guerra le hace experimentar en carne propia, podríamos decir, una de las dimensiones de la ontología heideggeriana. En este contexto dedicó una parte importante de su obra a atacar a su antiguo maestro Heidegger, cuya ontología asoció con la voluntad de poder, el ateísmo y el egoísmo.
De aquella experiencia de guerra, y acaso de un hipotético intercambio epistolar con Gramsci, Lévinas concluye que lo existente, que da sentido a los entes en el mundo, produce una impersonalidad árida, neutra y sutil, que solo podría ser superada en el ser-para-el-otro, como momento ético de respeto a la Alteridad.

### El Tiempo y el Otro
En ese mismo año publica El Tiempo y el Otro, cuatro conferencias que después de la guerra da en el Colegio de Filosofía fundado por Jean Wahl. En ese texto realiza una investigación sistemática de la relación del Yo con el Otro, en su dimensión de temporalidad y trascendencia; no es el hecho de un sujeto aislado y único sino que es la trascendencia en la apertura hacia los otros, en una perspectiva diacrónica.
Estas conferencias tienen el objetivo de salir del aislamiento de existir del existencialismo, cambiando el ámbito del saber. Si podemos transmitir la existencia por la palabra, pero no podemos compartirla en el ámbito del saber ni del deber, ¿qué tipo de comunicación con el ser puede hacernos salir de la soledad?.
Nunca más un ser para la muerte sino un ser para el Otro. Para Lévinas el tiempo no debe ser una experiencia de duración, sino un dinamismo que nos lleva para otro lado diferente de las cosas que poseemos, un tiempo como relación con una alteridad inalcanzable y así producir una alteración del ritmo y sus giros.
La filosofía para él tendría la tendencia de reducir a lo Mismo todo aquello que se opone a ella directamente como Otro. El conocimiento representaría así una estrategia de apropiación, de dominación, presente fundamentalmente en la relación del hombre con el hombre. Inspirándose en la tradición hebrea, Lévinas busca pensar de otro modo esta relación; el Otro, como rostro que me enfrenta y restituye, no es del orden de la representación, hay en él, la presencia ausente de la idea de infinito, que me ordena y que lo hace incapaz de ser dominado por mí.

### Totalidad e Infinito
En su libro Totalidad e Infinito toma como punto de partida el nexo entre ontología, economía, política, guerra e historia. El concepto de totalidad, al que Lévinas opone el infinito, está ligado a la visión de la política como racionalidad. Confronta esta realidad que coloca en primer lugar a la política, es decir a la ontología, es decir al interés económico, es decir a la guerra, es decir a una paz que deriva de la guerra y conduce a ella- Lévinas enfrenta la práctica y la historia de basar la moral sobre la política y frente a la razón que prevalece con la guerra, propone una metafísica que no acepta la ontología de la totalidad y pone en relación con lo que está más allá de la totalidad, con el Otro.
Lévinas discute que la responsabilidad hacia el Otro tiene sus raíces dentro de nuestra construcción subjetiva. Se explica cómo el Yo se construye acorde a lo que ve y cree conocer del Otro. Para Lévinas la subjetividad es primordialmente ética, donde la responsabilidad se origina del trato con el Otro, adquiriendo dirección y significado. Mientras se da la interacción entre los dos sujetos, su encuentro da origen a un Nosotros, ya que los dos se conciben como sujetos y también conciben un ente externo que regula su encuentro (esto podría ser una explicación de la Sociedad). De ese modo Lévinas interpreta la forma en la que cada encuentro con un Otro conforma un colectivo y una idea de cada Otro y el Yo. Para la filosofía de Lévinas el Yo es la suma de todos los encuentros que tenga.

## Puntos medulares de su proyecto filosófico

### Fenomenología ética
El trabajo de Lévinas se basa en la ética del otro, dónde propone a la ética como filosofía primera. Para Lévinas, el Otro no es capaz de ser conocido y no debe ser objetivado o realizado, como lo hace la ontología. Lévinas prefiere pensar en la filosofía como “sabiduría que nace del amor” en vez de “Amor a la sabiduría” (significado etimológico de filosofía).
Lévinas deriva el principio de su ética de la experiencia del encuentro con el Otro. El encuentro cara-a-cara es la relación inevitable en la que la cercanía y la distancia de la otra persona logran sentirse y tener un efecto.
“La relación ética cara-a-cara, contrasta también con toda relación que se podría llamar mística, […] en la que los interlocutores se encuentran jugando un papel en un drama que ha comenzado fuera de ellos”.

El rostro en el que se presenta el Otro no niega ni viola al Mismo (quien también es un Otro). Los dos interlocutores permanecen al mismo nivel, terrenales y reales. Para Lévinas el tener el rostro del Otro frente a uno mismo genera un sentimiento de compromiso, ya que se tiene noción de la existencia del Otro que forma parte del Mismo y sus experiencias, por eso nace la necesidad de prever por el Otro. A su vez, la revelación del rostro hace que se reconozca la trascendencia y heteronomía del Otro.

### Dios y la Shoah
Después de Auschwitz, la idea de Dios surgió como una forma diferente, incluso una "segunda religión", de presentar a Dios y el significado del sufrimiento humano. En respuesta a la afirmación totalitaria del odio y su arraigo en lo más profundo del ser, Levinas, al final de la guerra, trabaja para desplegar una ética que prevea el sufrimiento en una perspectiva interhumana, es decir, en una no indiferencia mutua. En Emmanuel Levinas, la noción de trascendencia surge de una humanidad sufriente. Habla sobre el ateísmo, es decir, la condición de un ser separado. No se trata de acudir en ayuda de lo divino ni de negarlo. Referirse a lo absoluto como ateo es ofrecerse a los diálogos con el Otro y no reducirlo al objeto de un discurso. Al hacerlo, Levinas no busca presentar evidencia de la existencia de Dios. Indica cómo ocurre el énfasis del infinito en lo finito. No es Dios a quien se busca en el prójimo, es el Otro quien cuestiona y cuestiona la conciencia tanto desde una dimensión de altura como de descenso, en la proximidad, sino en la proximidad que está en al mismo tiempo, una distancia infinita desde la cual nunca puedo formar una totalidad - del vecino y que significa para él su devoción por los demás.

### Desinter-esadamente
Una humanidad que entra en la totalidad del orden económico nacido del inter-esadamente, se condena sin piedad a un sistema totalitario. La totalidad de un orden económico conlleva un conjunto donde los hombres portadores de dinero, y a la vez compradores, se integran ellos mismos en la mercancía, pero al mismo tiempo se sofocan –pierden sus almas– al poseer y al pertenecer. El inter-esadamente se vuelve odio: emulaciones entre hombres, acumulación, rivalidad y competencia hasta las crueldades y la tiranía del dinero, que conlleva la violencia sangrienta de las guerras. Más allá de la escala de valores del inter-esadamente, más allá del apetito de ser, el humano tiene la oportunidad de ceder su lugar, de sacrificarse por el otro, de morir por el desconocido. Otro modo que ser describe estos valores del des-inter-esadamente, que no es ni la abstracción nihilista de la negación pura del valor del ser ni el primer paso de la síntesis constructiva de los dialécticos, sino la bondad de dar desinter-esadamente; amor, misericordia y responsabilidad y, de este modo, la positividad de una adhesión al ser sólo en tanto que ser del otro.

## Obras

### Obra traducida al castellano
- Cuatro lecturas talmúdicas. Riopiedras Ediciones. 1997. ISBN 978-84-7213-138-5.
- De Dios que viene a la idea. Caparrós Editores. 1995. ISBN 978-84-87943-26-3.
- (con Rolland, Jacques Francis) (1999). De la evasión. Arena Libros. ISBN 978-84-930708-0-9.
- De la existencia al existente. Arena Libros. 2006. ISBN 978-84-95897-48-0.
- De lo sagrado a lo santo. Riopiedras Ediciones. 1997. ISBN 978-84-7213-139-2.
- De otro modo que ser o más allá de la esencia. Ediciones Sígueme. 1995. ISBN 978-84-301-1023-0.
- Descubriendo la existencia. Editorial Síntesis. 2005. ISBN 978-84-9756-329-1.
- Difícil libertad. Caparrós Editores. 2004. ISBN 978-84-96282-01-8.
- Dios, la muerte y el tiempo. Ediciones Cátedra. 1994. ISBN 978-84-376-1280-5.
- Entre nosotros: ensayos para pensar en otro. Editorial Pre-Textos. 1993. ISBN 978-84-87101-77-9.
- Ética e infinito. A. Machado Libros. 1991. ISBN 978-84-7774-541-9.
- Fuera del sujeto. Caparrós Editores. 1997. ISBN 978-84-87943-63-8.
- Humanismo del otro hombre. Caparrós Editores. 1993. ISBN 978-84-87943-15-7.
- Los imprevistos de la historia. Ediciones Sígueme. 2006. ISBN 978-84-301-1603-4.
- Escritos inéditos. Editorial Trotta.

1. Volumen 1: Cuadernos del cautiverio, Escritos sobre el cautiverio y Notas filosóficas diversas. 2013. ISBN 978-84-9879-465-6.
2. Volumen 2: Palabra y silencio y otros escritos. 2014. ISBN 978-84-9879-565-3.

- La realidad y su sombra: libertad y mandato, trascendencia y altura. Editorial Trotta. 2001. ISBN 978-84-8164-443-2.
- Sobre Maurice Blanchot. Editorial Trotta. 2000. ISBN 978-84-8164-404-3.
- El sujeto europeo. Fundación Pablo Iglesias. 1991. ISBN 978-84-85691-57-9.
- La teoría fenomenológica de la intuición. Ediciones Sígueme. 2004. ISBN 978-84-301-1546-4.
- El tiempo y el otro. Ediciones Paidós Ibérica. 1993. ISBN 978-84-7509-878-4.
- Totalidad e infinito: ensayo sobre la exterioridad. Ediciones Sígueme. 1997. ISBN 978-84-301-0486-4.
- Trascendencia e inteligibilidad: seguido de una conversación. Encuentro Ediciones. 2006. ISBN 978-84-7490-783-4.